# Isabel Sánchez
Isabel Sánchez Fernández (Sevilla, 28 de noviembre de 1976) es una exjugadora española de baloncesto profesional. Ocupó la posición de escolta siendo su último equipo el Perfumerías Avenida Salamanca de la Liga Femenina.
Fue internacional absoluta con la selección española, habiendo logrado dos medallas en el Eurobasket, una de plata en 2007 y una de bronce en 2009. A nivel de clubes, ha conquistado 3 Ligas Femeninas, 1 Euroliga, 1 Supercopa de Europa, 1 Copa de la Reina y 3 Supercopas de España.
Tras su retirada como jugadora en activo, pasó a formar parte del organigrama de la Federación Española de Baloncesto, siendo parte del cuerpo técnico de la Selección femenina, con la que hasta la fecha ha logrado la medalla de oro en el Eurobasket 2013, la plata en el Mundial 2014, el bronce en el Eurobasket 2015 y la plata en los Juegos Olímpicos de Río de Janeiro 2016.

## Biografía
Inició su carrera deportiva en su Sevilla natal, en el equipo infantil del Colegio Entreolivos en la temporada 1987-1988. En la temporada 1990-1991 se incorporó al Club Náutico Sevilla, donde jugaría cuatro temporadas, correspondientes a las categorías cadete y júnior. En la temporada 1994-1995 cambió de equipo, poniendo rumbo al Club Baloncesto Cádiz, donde jugó durante dos temporadas en la Liga Femenina B. 
Su debut en la máxima categoría de baloncesto femenino tendría lugar en el C.B. Arxil de Pontevedra, en la temporada 1997-98. A partir de 1998 jugó en el Deportivo Ensino de Lugo durante varias temporadas, para después seguir jugando entre 2002 y 2004 para el CBF Universitari de Barcelona. Continuó su andadura en el C.B. San José de León, donde militó dos temporadas. 

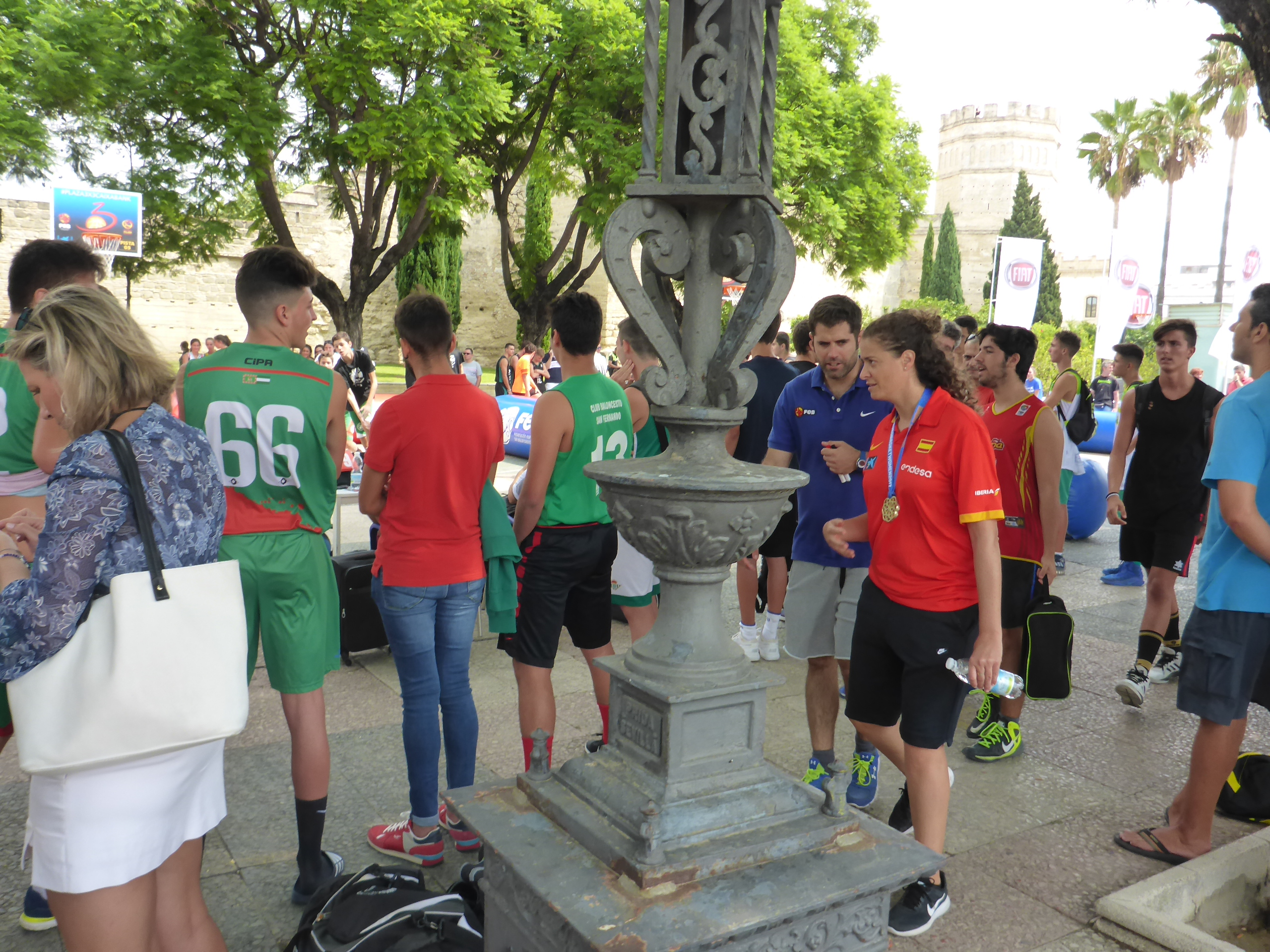
Isa Sánchez en Plaza 3×3 CaixaBank (Jerez de la Frontera)

Finalmente en el año 2007 fichó por el Perfumerías Avenida de Salamanca, club en el que jugó hasta su retirada en 2013, con el que ha cosechado sus mejores frutos como jugadora profesional, ganando todas las competiciones posibles entre 2010 y 2012. Fue la capitana del equipo e ídolo local, ya que ha levantado los trofeos que han llevado a la ciudad de Salamanca a la élite del baloncesto femenino nacional y europeo. El 8 de octubre de 2013, el club le rindió un homenaje en el que su camiseta con el 8 a la espalda, fue colgada en el pabellón.

## Clubes
| Temporadas | Club                                | País    |
| ---------- | ----------------------------------- | ------- |
| 1997-1998  | Club Baloncesto Arxil               | España  |
| 1998-2002  | Deportivo Ensino                    | España  |
| 2002-2004  | CBF Universitari de Barcelona       | España  |
| 2004       | Detroit Shock                       | EE. UU. |
| 2004-2006  | Union Sportive Valenciennes Olympic | Francia |
| 2005-2007  | Club Baloncesto San José            | España  |
| 2007-2013  | Perfumerías Avenida                 | España  |

## Palmarés

### Selección nacional
- Eurobasket 2007 ( Italia)
- Eurobasket 2009 ( Letonia)

### Clubes

#### CBF Universitari de Barcelona
- Liga Femenina:  2003;  2002, 2004
- Copa de la Reina:  2003

#### Perfumerías Avenida Salamanca
- Liga Femenina:  2011, 2013;  2008, 2009, 2010
- Copa de la Reina:  2012;  2010
- Euroliga Femenina:  2011;  2009
- Supercopa de España:  2010, 2011, 2012
- Supercopa de Europa:  2011